# Бистрица (Санданска)
Санданска Бистрица пренасочва насам.  За водноелектрическата каскада вижте Каскада „Санданска Бистрица“.
Вижте пояснителната страница за други значения на Бистрица.
Бистрица (известна още като Санданска Бистрица, старо име Светиврачка Бистрица) е река в Югозападна България, област Благоевград, община Сандански, ляв приток на река Струма. Дължината ѝ е 33 km. Отводнява части от югозападните склонове на Пирин.
Река Санданска Бистрица изтича от югоизточния ъгъл на Тевното езеро (на 2512 m н.в.), разположено в циркуса Белемето в Северен Пирин. След като премине последователно през още 4 от Малокаменишките езера вече под името Мозговица реката се насочва на запад. След като приеме първият си от няколкото пълноводни притока – река Башлийца (отдясно) Санданска Бистрица завива на югозапад и тече в дълбока и със слабо залесени склонове долина. След местността Тремошница, където се вливат притоците ѝ Разсланковица и Арнаутдере (Тремошница), вече се нарича Санданска Бистрица. При град Сандански излиза от планината и навлиза в Петричко-Санданската котловина, като образува голям наносен конус. Влива се отляво в река Струма, на 104 m н.в. при промишлената зона на град Сандански.
Площта на водосборния басейн на реката е 139 km2, което представлява 0,8% от водосборния басейн на река Струма.
Основни притоци: → ляв приток, ← десен приток
- ← Башлийца
- → Беговица
- ← Сърчалийца
- → Разсланковица
- ← Арнаутдере (Тремошница)
- ← Урсук (Урсум)
- → Липошница

Река Санданска Бистрица е с преобладаващо снежно-дъждовно подхранване с късно пролетно пълноводие – май и лятно маловодие – септември. Среден годишен отток при село Лиляново – 3,35 m3/s, а в устието – 2,9 m3/s.
По течението на реката в Община Сандански са разположени 3 населени места, в т.ч. 1 град и 2 села: Лиляново, Стожа, Сандански и курортните местности Попина лъка и Тремошница.
Голяма част от водите на реката се използват от трите водноелектрически централи на Каскада „Санданска Бистрица“ („Попина лъка“, „Лиляново“ и „Сандански“) за производство на електроенергия, а в най-долното ѝ течение – за напояване.
В горното течение на реката се намира Попинолъшкият водопад – един от петте големи водопади в Пирин планина.

## Топографска карта
- Лист от карта K-34-83. Мащаб: 1 : 100 000.
- Лист от карта K-34-95. Мащаб: 1 : 100 000.